# Southbridge

Typické schéma počítače

Southbridge (jižní můstek) je také znám jako vstupně-výstupní řadič (I/O Controller Hub). Čip realizuje pomalejší funkce základní desky v počítačové architektuře se severním a jižním můstkem. Jižní můstek odlišíme od severního snadno tak, že není přímo spojen s procesorem. Severní můstek realizuje spojení jižního můstku a procesoru.

## Přehled
Protože jižní můstek je z hlediska architektury více vzdálen od procesoru, má v typickém počítači na starosti obsluhu pomalejších zařízení. Jižní můstek je obvykle schopen spolupracovat s několika různými severními můstky, avšak oba čipy musí být pro vzájemnou kompatibilitu navrženy. Průmyslový standard pro komunikaci mezi severním a jižním můstkem neexistuje. Tradičně byla pro komunikaci mezi severním a jižním můstkem využívána sběrnice PCI, protože však toto řešení vytvářelo z hlediska výkonu úzké místo, většina současných čipsetů využívá pro vzájemnou komunikaci vlastní proprietární rozhraní s vyšším výkonem. U Via se používá spojení u nových čipsetů pod jménem V-Link, běžící na vyšší frekvenci než má PCI. Propustnost je: 266 MB/s (4×), 533 MB/s (8×) a 1066 MB/s (Ultra Link).

## Funkčnost
- Sběrnice PCI podporuje tradiční specifikaci PCI, ale může zahrnovat podporu pro PCI-X a PCI-Express
- podpora ISA (Industry Standard Architecture) je zřídka využita, avšak přesto zůstala integrovanou součástí jižního můstku
- LPC (Low Pin Count) sběrnice poskytuje spojení se Super I/O (poskytuje připojení pro klávesnici, myš, paralelní port, sériový a infračervený port) a BIOS ROM (flash)
- DMA kanál dovoluje ISA nebo LPC zařízením přímý přístup do hlavní paměti bez pomoci procesoru
- IDE (PATA) rozhraní umožňuje přímé připojení pevných disků. Současné jižní můstky (2008) již toto rozhraní nepodporují, pro jeho použití je na základní desky přidáván další čip. Její propustnost byla teoreticky 133MB/s.
- SATA je moderní náhrada za PATA/IDE, dneska je už SATA III a už jsou specifikace další verze.

Volitelně může jižní můstek zahrnovat podporu pro Ethernet, RAID, USB, SATA a zvukovou kartu a FireWire. Ačkoli by jižní můstek mohl zahrnovat i podporu pro připojení klávesnice, myši a sériových portů, jsou tato zařízení obvykle připojena pomocí tzv. Super I/O.